# Taschlich

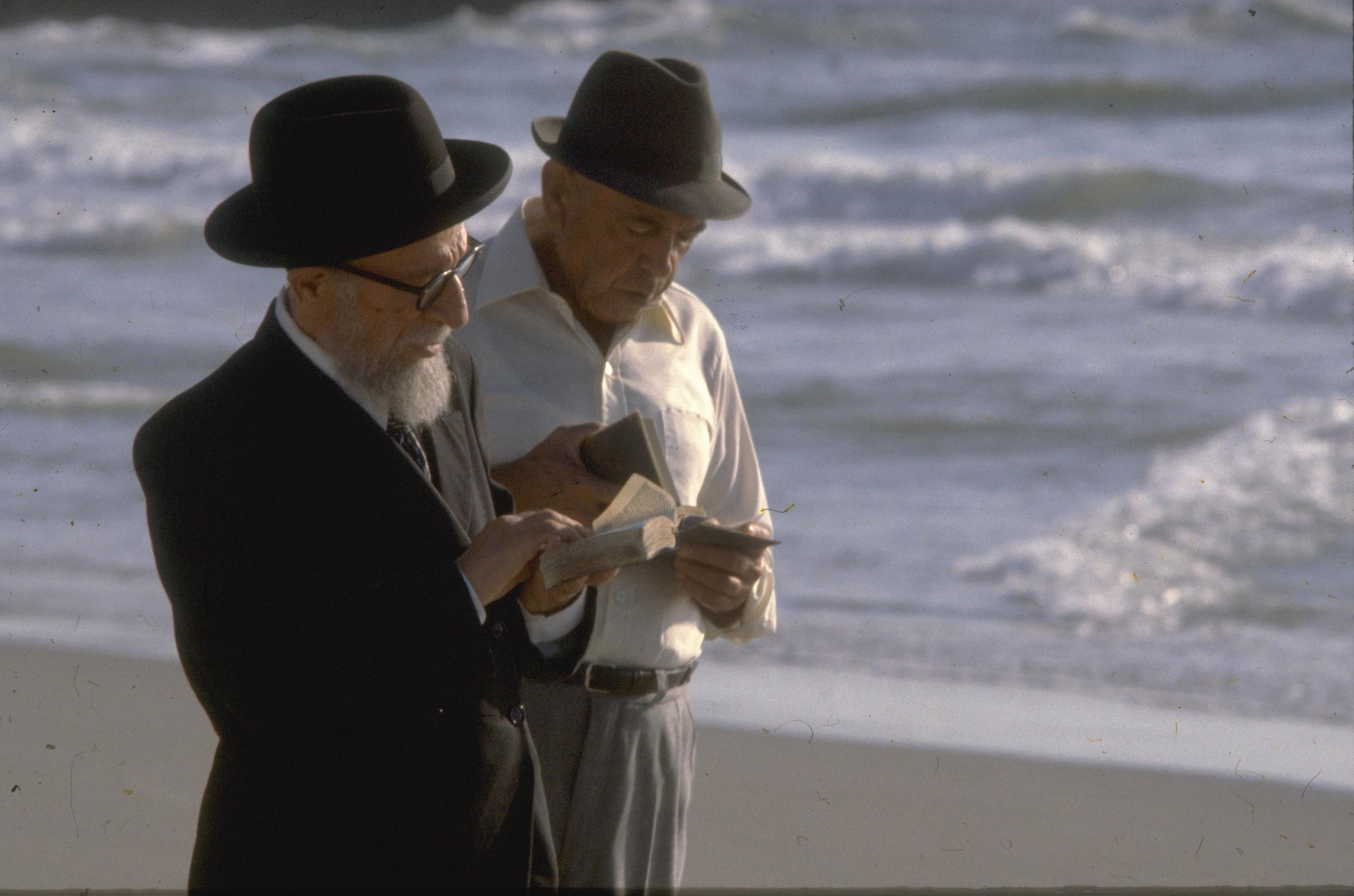
Taschlich am Strand von Tel Aviv

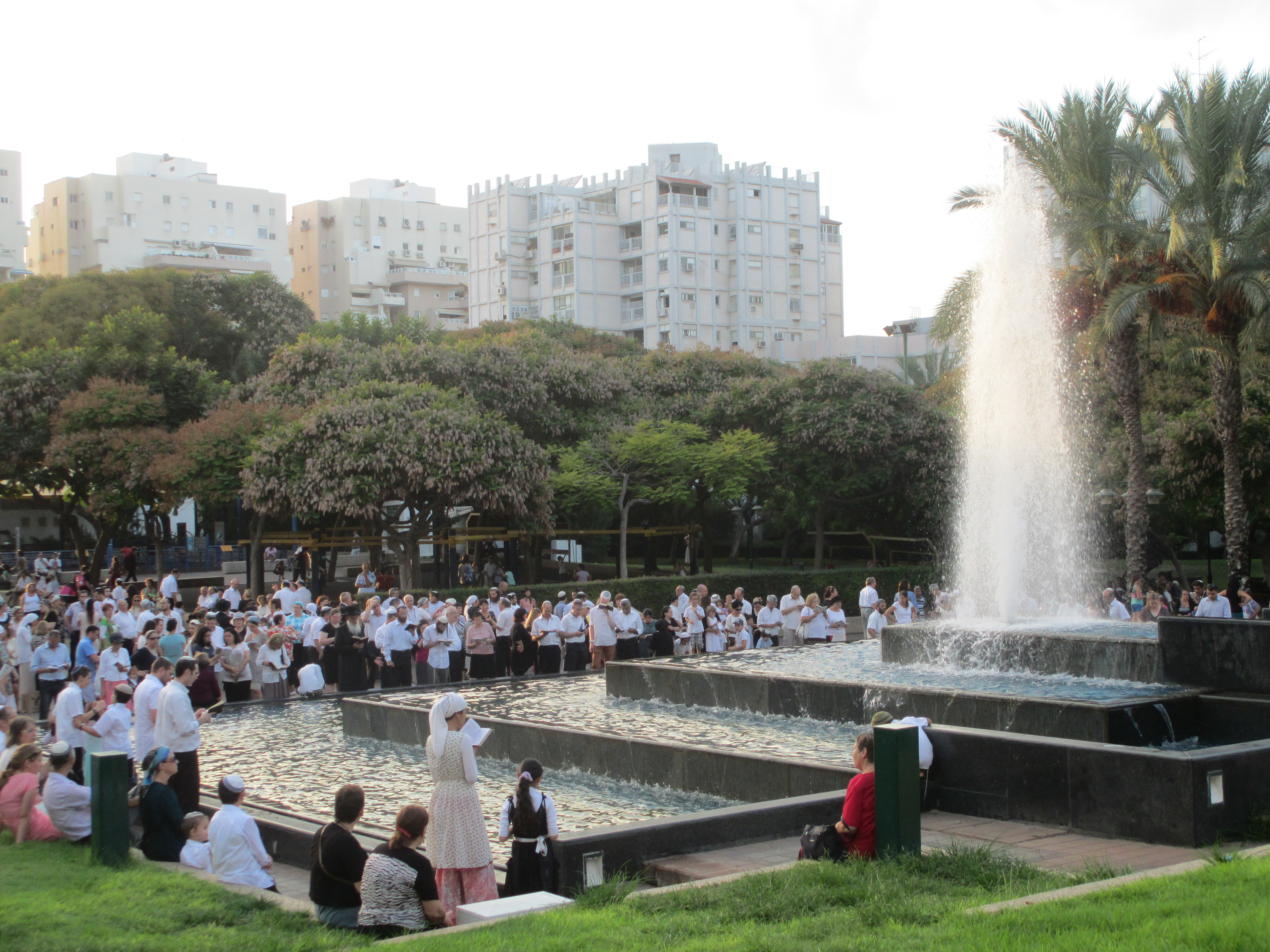
Taschlich-Zeremonie in Marom Nave, einem Stadtteil von Ramat Gan

Als Taschlich (hebräisch תשליך „du wirst werfen“) oder Taschlich machen bezeichnet man einen jüdischen Brauch im Anschluss an das Mincha-Gebet des ersten Neujahrstages (Rosch ha-Schana).

## Ablauf
Die Gläubigen begeben sich möglichst kurz vor Sonnenuntergang an ein Gewässer (Bach, Fluss, See, Meer, Brunnen oder Quelle), schütteln ihre Kleider aus und werfen alle Krümel, die sich in ihren Taschen befinden, ins Wasser, wodurch sie symbolisch die abgeschüttelten Sünden versenken. Dabei wird dreimal ein Gebet nach Micha 7,19 gesprochen: „Du wirst … alle unsere Sünden in die Tiefen des Meeres werfen (we-taschlich)“. Der symbolische Akt soll zur Buße vor Gott und zur Läuterung anregen.

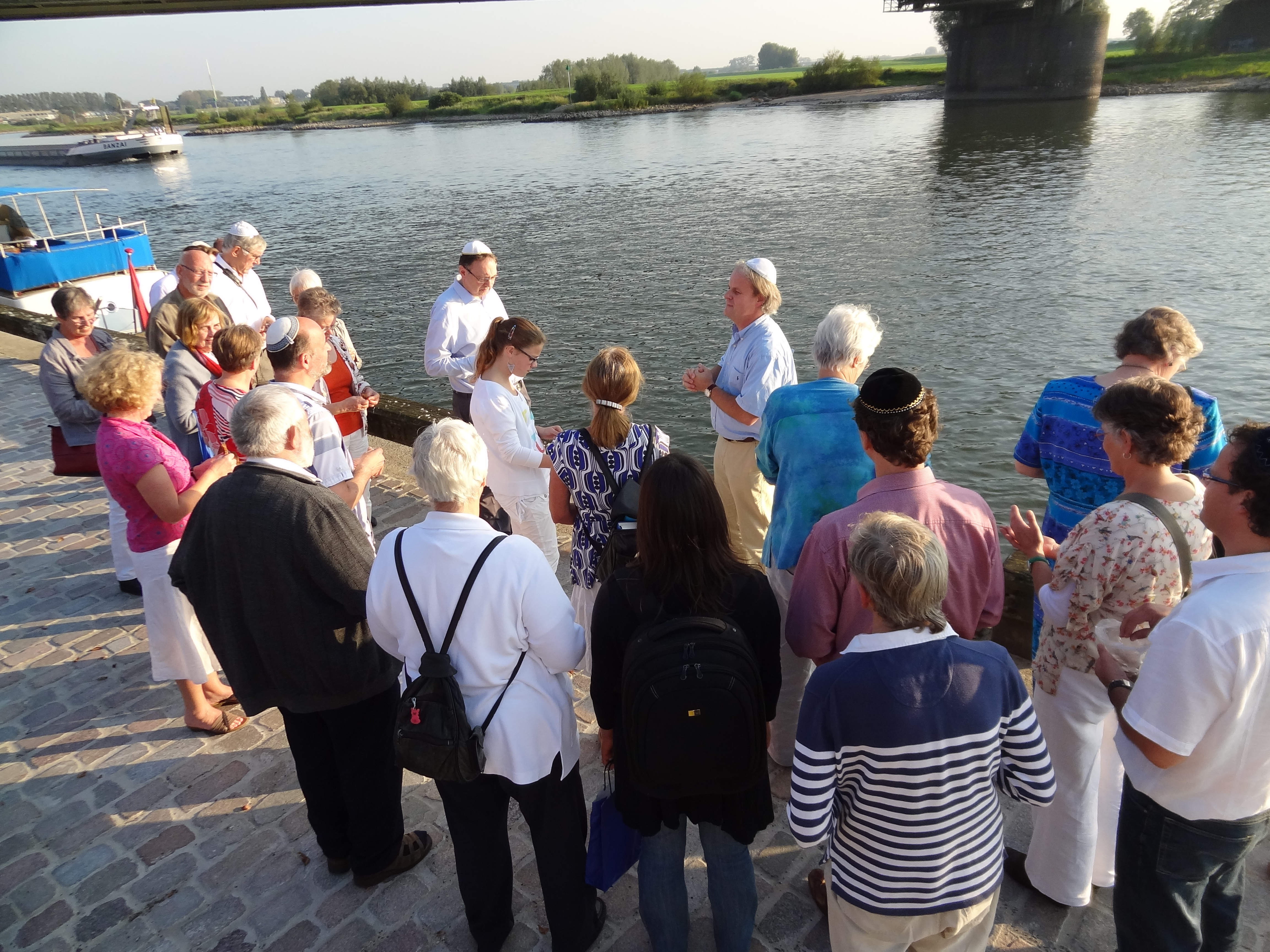
Taschlich in Deventer (Niederlande)

Das Taschlichgebet wird vor Sonnenuntergang am ersten oder, wenn der erste auf einen Schabbat fällt, am zweiten Neujahrstag am Ufer eines Flusses, am Meeresstrand oder zum Beispiel in Jerusalem mindestens in der Nähe einer Quelle oder eines wasserhaltigen Brunnens gesprochen. Das Taschlichgebet ist ein Flehen um Vergebung und Vergessen der Sünden. Es enthält auch die Bitte um ein Jahr des Lebens, des Friedens und der Erfüllung der Wünsche. Dabei werden im Allgemeinen die Taschen ausgeschüttelt und die Säume der Kleider ausgebürstet oder Brotkrumen ins Wasser gestreut. Damit will man symbolisch alle Sünden des vergangenen Jahres, die möglicherweise hängen geblieben sind, abschütteln und im Wasser versenken; ebenso wird dadurch um Verzeihung gebeten.
Falls Taschlich an Rosch ha-Schana nicht gesprochen wurde, kann es noch immer bis Jom Kippur, und selbst bis Hoschana Rabba (dem 7. Tag Sukkot) nachgeholt werden.

## Text
Das Folgende ist der Text des Taschlich-Gebets, in dessen Verlauf die Sünden einer Person symbolisch in ein fließendes Gewässer geworfen werden.
| Hebräisch                 | Transkription (aschkenasisch)          | Transkription (israelisch)             | Übersetzung                                       |
| ------------------------- | -------------------------------------- | -------------------------------------- | ------------------------------------------------- |
| מִי אֵל כָּמֽוֹךָ                | mi eil komócho                         | mi el kamocha                          | Wer ist ein G’tt wie Du,                          |
| נֹשֵׂא עָו‍ֹן                   | nosei ov‍on                              | nosseh avon                            | der die Schuld verzeiht                           |
| וְעֹבֵר עַל פֶּֽשַׁע               | ve’oveir al pésha                      | we-ower al pescha                      | und an der Sünde vorbeigeht?                      |
| לִשְׁאֵרִית נַחֲלָתוֹ              | lish’eiris nachaloso                   | lischerit nachlato                     | Du bleibst nicht auf diejenigen,                  |
| לֹא הֶחֱזִיק לָעַד אַפּוֹ          | lo hechezik lo’ad appo                 | lo hechesik la-ad apo                  | die von Deinem Volk noch übrig sind, erbost,      |
| כִּי חָפֵץ חֶֽסֶד הוּא            | ki chofeitz chésed hu                  | ki hafez chesed hu                     | lieber zeigst Du denen Deine Treue.               |
| יָשׁוּב יְרַחֲמֵֽנוּ               | yoshuv yerachaméinu                    | jaschuv jerachemanu                    | Du wirst Dich aufs Neue über uns erbarmen         |
| יִכְבּשׁ עֲו‍ֹנֹתֵֽינוּ              | yichbosh av‍onoséinu                     | jichbósch Awonoténu                    | und alle unsere Sünden zunichtemachen.            |
| וְתַשְׁלִיךְ בִמְצֻלוֹת יָם כָּל־חַטֹּאתָם | vesashlich bimtzulos yom kol-chattosom | wetaschlích biMzulót Jám kól Chat’otám | Unsere Sünden wirfst Du in die Tiefen des Meeres. |
| תִּתֵּן אֱמֶת לְיַעֲקֹב             | tittein emes leya’akov                 | Titén Emet leJa‘aków                   | Du erweist Ja’akow Deine Treue                    |
| חֶֽסֶד לְאַבְרָהָם                | chésed le’avrohom                      | Chessed le’Awrahám                     | und Awraham Deine Güte,                           |
| אֲשֶׁר נִשְׁבַּֽעְתָּ לַאֲבֹתֵֽינוּ         | asher nishba’to la’avoséinu            | ascher nischba‘ta la’Awoténu           | so wie Du das unseren Ahnen geschworen hast,      |
| מִימֵי קֶֽדֶם                  | mimei kédem                            | miJméj Kedem.                          | in früheren Zeiten.                               |

Die Eingangsworte מִי אֵל כָּמֽוֹךָ „Mi El Kamócha“ sind auch Worte von jemandem, der in Not, aber gleichzeitig voller Vertrauen ist, dass ihm geholfen wird.
Mit der Zeit wurde das Taschlich-Ritual mit weiteren, optionalen Gebeten ergänzt.

## Ursprung
Der Ursprung des Brauches ist nicht geklärt. Es kann heute nicht mehr festgestellt werden, ob er sich auf den genannten Bibelvers stützt oder ob dieser als nachträgliche Erklärung herangezogen worden ist. Im Mittelalter wurde das Ritual von einigen bedeutenden jüdischen Gelehrten abgelehnt, weil sie darin einen heidnischen Ursprung vermuteten. Rabbi Jesaja Horowitz, ein Kabbalist des 16. Jh., vertrat die Meinung, es sei unsinnig, zu glauben, man könne sich durch das Entleeren der Taschen in ein Gewässer seiner Sünden entledigen, schlug allerdings vor, die Gläubigen sollten zu einem fischreichen Gewässer gehen, um daran erinnert zu werden, dass der Mensch den Fischen gleiche und er dauernd auf der Hut sein müsse, nicht gefangen zu werden.
Das Missverständnis des Brauchs hat möglicherweise zur hochmittelalterlichen antijudaistischen Verschwörungstheorie der Brunnenvergiftung durch Juden während der Verbreitung der Pest beigetragen.